# Matheus Souza
Matheus Nogueira Albuquerque de Souza, plus couramment appelé Matheus Souza, né le 15 septembre 1993 à Salvador au Brésil, est un footballeur brésilien qui joue au poste d'attaquant au FC UNA Strassen.

## Biographie
Après avoir enchaîné de nombreux clubs au Brésil et au Portugal, le joueur rejoint le 28 juin 2022 le Balzan FC.  
Après une bonne saison, le joueur s'engage avec le Floriana FC, à Malte.  
Après deux saisons à Malte, le joueur rejoint le FC UNA Strassen, club de BGL Ligue au Luxembourg. Au terme de sa première saison avec son nouveau club, il termine vice-champion du championnat derrière le FC Differdange 03 et devient cette saison là le meilleur buteur de première division avec 22 réalisations.  

## Palmarès

### En club
| FC UNA Strassen :                  |
| ---------------------------------- |
| - BGL Ligue - Vice-champion : 2025 |

### Distinctions personnelles
• Meilleur buteur de BGL Ligue en 2024-2025 (22 buts)